# Miyoko
Miyoko ist ein weiblicher japanischer Vorname.

## Bekannte Namensträger
- Miyoko Akashi (* 1946), japanische Diplomatin
- Miyoko Asahina (* 1969), japanische Langstreckenläuferin
- Miyoko Watai (* 1945), japanische Schachspielerin und -funktionärin